# Thomas de Lauro
Pour les articles homonymes, voir Lauro (homonymie).
Thomas de Lauro, né à Rodez et mort en 1599 ou 1600, est un prélat français du XVIe siècle.

## Biographie
Thomas Delauro ou de Lauro est issu d'une famille implantée depuis longtemps à Rodez ou dans sa région. Il est le fils de Hugues et de Rose Boniol. On ne sait rien de ses études mais il est titulaire d'un baccalauréat en droit canon en 1555 et docteur in utroque jure en 1569. Chanoine de Rodez en 1555 comme successeur de Jacques de Corneillan évêque de Vabres, puis chantre en 1569, il est ordonné prêtre en 1550 et sert comme vicaire général à l'évêque de Corneillan. Il est également pourvu en commende du prieuré de Saint-Amand avant d'accéder à l'épiscopat. Il est enfin député à l'Assemblée du clergé en 1579-1580 en lieu et place de son évêque. 
L'évêché de Vabres est vacant depuis 1585 et de Lauro soutient ouvertement la Ligue, lorsqu'il est nommé évêque vers 1589 avec l'appui du duc Charles de Mayenne.Il n'est confirmé qu'en juin 1594 et consacré à une date inconnue. Ses positions occasionnent la saisie des revenus de son évêché en vertu de lettres données par Henri IV. L'évêque, se trouvant ainsi privé de moyens, se retire à Rodez, sa patrie et y meurt dès le 29 septembre 1599 ou le 19 décembre 1600 .